# 백드래프트 (놀이기구)

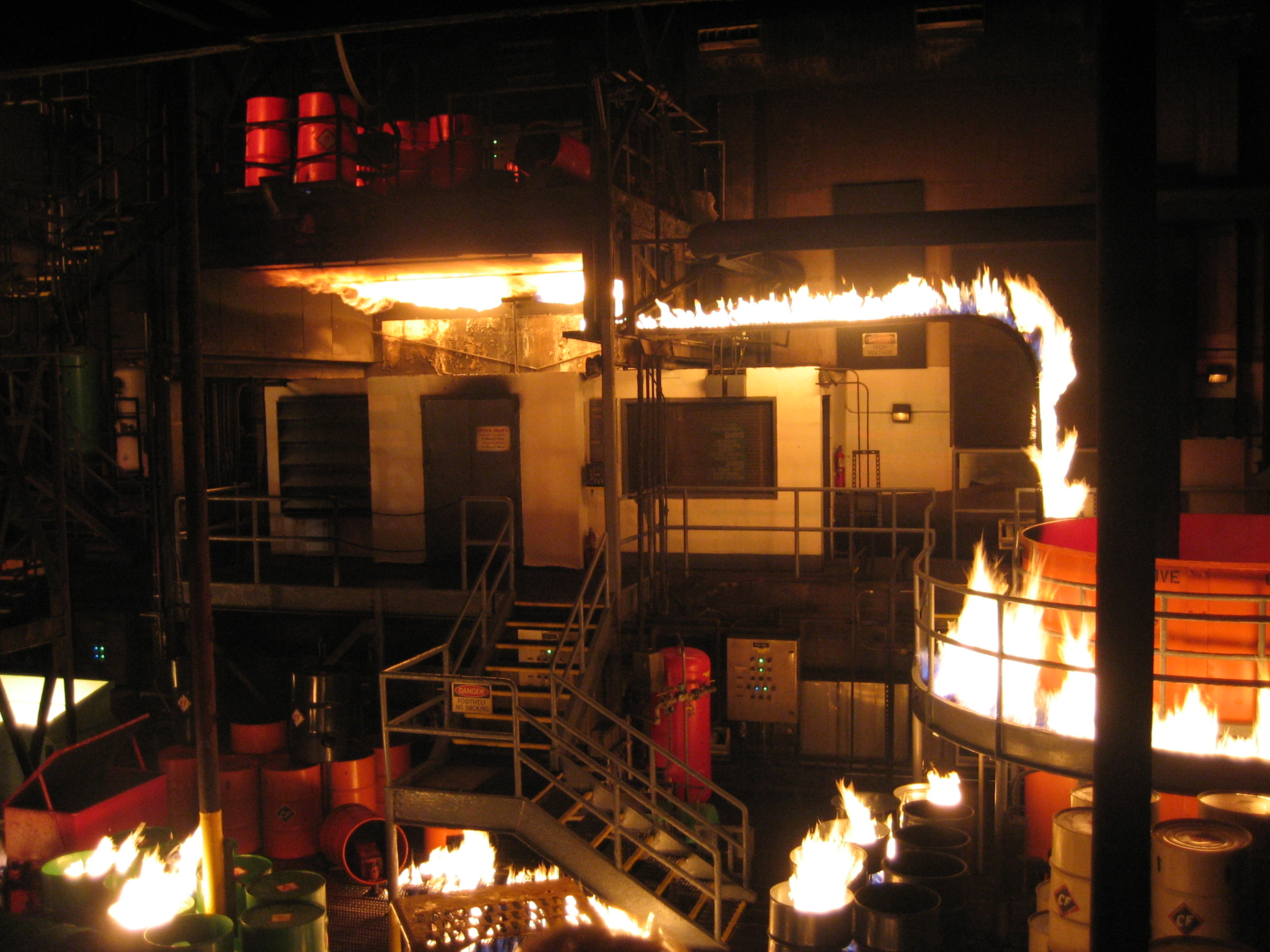
백드래프트

백드래프트(Backdraft)는 유니버설 스튜디오 할리우드와 유니버설 스튜디오 재팬에 있는 놀이기구로, 공포의 대화재를 체험한다. 활활 타오르는 불과 폭발물에 놀라게 된다. 1991년에 개봉한 동명 영화를 바탕으로 한다.